# Salacia lenticellosa
Salacia lenticellosa är en benvedsväxtart som beskrevs av Loes.ex Harms. Salacia lenticellosa ingår i släktet Salacia och familjen Celastraceae. Inga underarter finns listade.